# Clientister yvesi
Clientister yvesi är en skalbaggsart som beskrevs av Dégallier 2004. Clientister yvesi ingår i släktet Clientister och familjen stumpbaggar. Inga underarter finns listade i Catalogue of Life.